# Lepturges umbrosus
Lepturges umbrosus är en skalbaggsart som beskrevs av Monné 1978. Lepturges umbrosus ingår i släktet Lepturges och familjen långhorningar. Inga underarter finns listade i Catalogue of Life.